# Edifício Altino Arantes
Edifício Altino Arantes er en 161 meter høj skyskraber i São Paulo.
Bygningen blev opført som hovedkvarter for "Bank of the State of São Paulo" (Banespa) mellem 1939 og 1947, og var den højeste bygning i Säo Paulo indtil opførelsen af Edifício Itália.